# Gesellschaft für elektrische Unternehmungen
Die Gesellschaft für elektrische Unternehmungen, abgekürzt Gesfürel, war eine 1894 gegründete und 1942/1943 aufgelöste Beteiligungsgesellschaft mit Sitz in Berlin, die in der Frühzeit der Elektrifizierung Deutschlands um 1900 als Kapitalgeber für die Gründung und den Ausbau zahlreicher Elektrizitätsversorger, elektrischer Bahngesellschaften und andere Unternehmen der Elektroindustrie wirkte.

## Hintergrund
Die Gesfürel war eine typische Finanzierungsgesellschaft der deutschen Elektroindustrie des ausgehenden 19. Jahrhunderts. Wegen des großen Kapitalbedarfs und des hohen unternehmerischen Risikos in dieser Phase der Hochindustrialisierung gründeten einige große Unternehmen in Verbindung mit Banken und anderen Geldgebern Tochtergesellschaften ohne operatives Geschäft, die ausschließlich der Beteiligung an anderen Unternehmen (meist über Obligationen) dienten. So gründete z. B. die Allgemeine Elektricitäts-Gesellschaft (AEG) 1895 die Bank für elektrische Unternehmungen („Elektrobank“) und die Elektrizitäts-Lieferungs-Gesellschaft (ELG). Die Elektrizitäts-AG vormals Schuckert & Co. gründete 1894 die Rheinische Schuckert-Gesellschaft für elektrische Industrie AG und 1895 die Continentale Gesellschaft für elektrische Unternehmungen („Continentale“).

## Geschichte

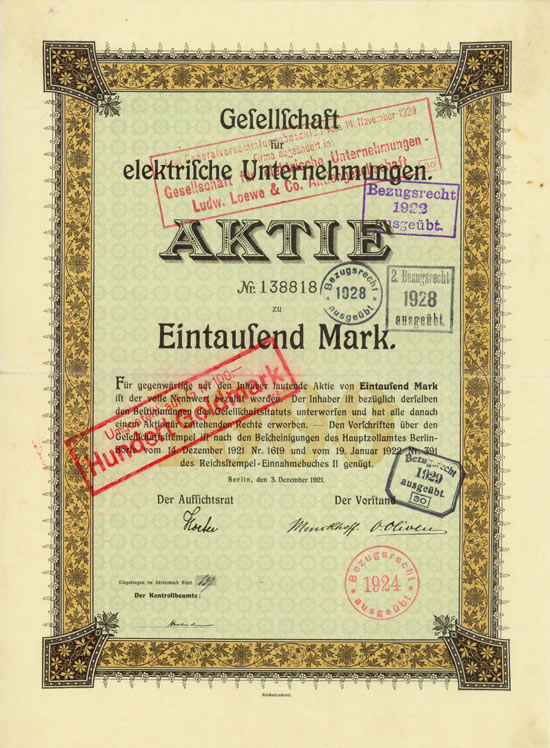
Aktie über 1000 Mark der Gesellschaft für elektrische Unternehmungen vom 3. Dezember 1921

Das Unternehmen wurde 1894 von der Ludwig Loewe & Co.  zusammen mit der AEG und mehreren Banken (Darmstädter Bank, Disconto-Gesellschaft, Dresdner Bank, Privatbanken Born & Busse und S. Bleichröder) gegründet. Ludwig Loewe erkannte früh die Bedeutung der elektrischen Energie für die industrielle Entwicklung und das darin verborgene geschäftliche Potential.
Langjähriger Direktor der Gesfürel war Oskar Oliven, der Schwiegersohn von Isidor Loewe.
1929 wurde die Gesfürel mit dem Schwesterunternehmen Ludwig Loewe & Co. und der AG für Gas-, Wasser- und Elektricitäts-Anlagen (Agewa) zur Gesellschaft für elektrische Unternehmungen Ludwig Loewe & Co. verschmolzen.
1930 beteiligte sich die Gesfürel an der Stützung der angeschlagenen AEG, indem sie im Rahmen einer Kapitalerhöhung AEG-Aktien für 25 Mio. Reichsmark kaufte. Danach entsandten beide Unternehmen wechselseitig Vertreter in den Aufsichtsrat.
Unter dem Druck der NS-Regierung wurde 1936 der Vertrag zwischen Gesfürel und der AEG rückgängig gemacht. Im weiteren Verlauf wurde die Gesfürel „arisiert“, die jüdische Familie Loewe wurde aus der Geschäftsführung gedrängt und der Namenszusatz Ludwig Loewe & Co. wurde wieder gestrichen. Die Loewes emigrierten in die USA und wurden 1938 von den Nazis enteignet.
1942/1943 wurden die Gesfürel mit der AEG verschmolzen.

## Beteiligungen
Die Gesfürel finanzierte unter anderem die folgenden Unternehmungen:
| Kraftwerke und Elektrizitätsversorger: - Elektrizitätswerk Südwest AG, (Berlin-)Schöneberg, 1899 - Kraftwerk Bannwil / Elektrizitätswerk Wangen (Schweiz), 1898 / 1903 - Neckarwerke AG, Esslingen, 1906 - Amperwerke Elektrizitäts-AG, München, 1908 - Elektricitätswerk Schlesien AG, Breslau, 1909 - Niedersächsische Kraftwerke AG („Nike“), Ibbenbüren, 1912 - Elektrizitätswerk Westerwald, 1913 - Rheinkraftwerk Laufenburg (Schweiz) - Gas- und Elektrizitätswerk Singen, 1930 (Übernahme von der Agewa) | Elektrische Bahngesellschaften: - Düsseldorf-Duisburger Kleinbahn GmbH, Kaiserswerth, 1899 - Hirschberger Talbahn AG, Hirschberg im Riesengebirge, 1900 - Leipziger Außenbahn AG, Leipzig, 1900 - Coblenzer Straßenbahn-Gesellschaft - Solinger Kleinbahn AG - Stuttgarter Straßenbahnen AG 1906 Sonstige: - Knorr-Bremse, Berlin, 1905 - Hirsch Kupfer- und Messingwerke AG, Eberswalde-Finow, 1906 - Norddeutsche Kabelwerke AG, Berlin, 1910 - AGO Flugzeugwerke GmbH, Oschersleben |